# Dogonić słońce
Dogonić słońce (ang. Sunchaser) – amerykański thriller z 1996 roku w reżyserii Michaela Cimino. Wyprodukowany przez Warner Bros.

## Opis fabuły
Doktor Reynolds (Woody Harrelson), znany onkolog, zostaje porwany przez nastoletniego kryminalistę Brandona Monroe. Cierpi on na rzadką odmianę nowotworu. Chce odnaleźć święte źródło Indian o uzdrawiającej mocy. Razem z zakładnikiem wyrusza w drogę. Podczas podróży lekarz coraz lepiej poznaje porywacza.

## Obsada
- Woody Harrelson jako Michael Reynolds
- Jon Seda jako Brandon "Blue" Monroe
- Anne Bancroft jako doktor Renata Baumbauer
- Alexandra Tydings jako Victoria Reynolds
- Matt Mulhern jako Chip Byrnes
- Talisa Soto jako Navajo Woman
- Richard Bauer jako doktor Bradford
- Carmen Dell’Orefice jako Arabella
- Brooke Ashley jako Calantha Reynolds